# Salmó del Danubi
El salmó del Danubi (Hucho hucho) és una espècie de peix de la família dels salmònids i de l'ordre dels salmoniformes.

## Morfologia
- Els mascles poden assolir 150 cm de longitud total[3] i 52 kg de pes.[4]
- Nombre de vèrtebres: 66-72.[5]

## Alimentació
Els individus joves mengen principalment invertebrats i els adults preferentment peixos, tot i que també s'alimenten d'amfibis, rèptils, mamífers petits i aus aquàtiques.

## Hàbitat
Viu en zones d'aigües dolces temperades (50°N-44°N, 8°E-21°E) entre 6 °C-18 °C de temperatura.

## Distribució geogràfica
Es troba a Europa: rius de la conca del riu Danubi. Ha estat introduït en altres rius europeus quan el seu nombre va començar a davallar a causa de canvis ecològics al Danubi.

## Longevitat
Pot arribar a viure 15 anys.

## Estat de conservació
Es troba amenaçat d'extinció a causa de la sobrepesca, la contaminació industrial i la construcció de preses.